# پیمان چیشن
پیمان چیشن (به آلمانی: Frieden von Teshchen، به معنای «صلح چیشن»؛ به فرانسوی: Traité de Teschen) در ۱۳ مه ۱۷۷۹ در چیشن در اتریش سیلیزیا، میان پادشاهی هابسبورگ اتریش و پادشاهی پروس امضا گردید که با آن جنگ جانشینی باواریا به‌طور رسمی پایان یافت.